# Porcellionides cingendus
Porcellionides cingendus is een pissebed uit de familie Porcellionidae. De wetenschappelijke naam van de soort is voor het eerst geldig gepubliceerd in 1857 door Kinahan.